# Ежен Фромантен
Ежен Фромантен (фр. Eugène Fromentin 24 жовтня, 1820, Ла-Рошель — 27 серпня, 1876, Сен-Моріс) — французький письменник, аналітик, художник.

## Життєпис

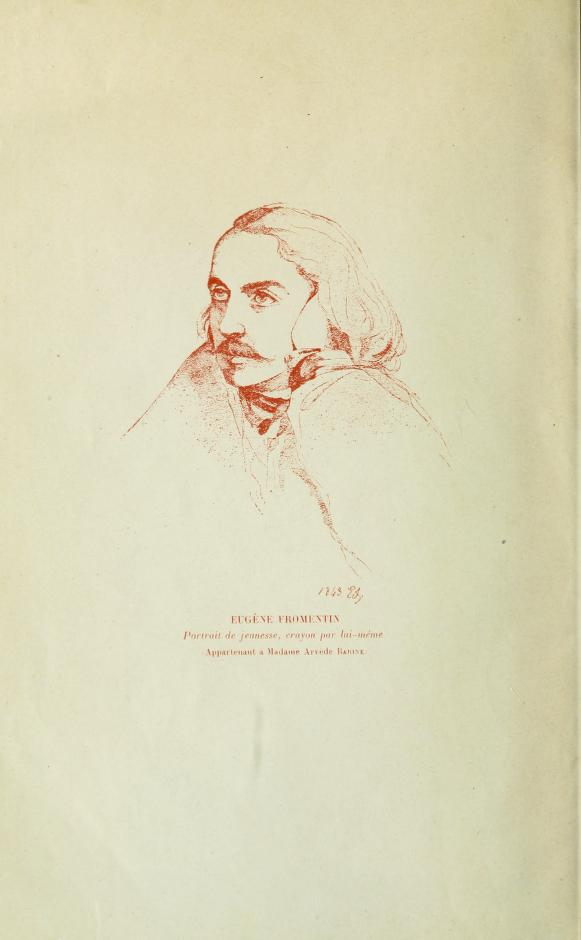
Ежен Фромантен в молоді роки

Ежен Фромантен — провінціал, він народився у місті Ла-Рошель. Батько (П'єр Самуель Туссен Фромантен) був лікарем і художником-аматором. По закінченні школи Ежен відбув у Париж, де готувався стати юристом.
Париж в середині ХІХ століття жив політичними новинами, боротьбою прихильників Рубенса (романтиків) з прихильниками застарілого класицизму (класицистів), потягом до середньовіччя (запанувала неоготика) і відновленням історичної значущості всіх історичних етапів (а не тільки античності та відродження як до цього), новим піднесенням літератури.
Більшість тодішніх ідей зачіпали і свідомість студента-юриста Ежена Фромантена. По закінченні юридичної школи у 1843 році він влаштувався у майстерню художника-пейзажиста Луї Каба (1812—1893). Фромантен і сам починав як автор пейзажів, позаяк пейзаж як жанр увійшов у моду, приносив непогані гроші. Рекрутування до лав художників-пейзажистів осіб різної обдарованості сприяло надзвичайному піднесенню пейзажу як жанру. Ще одним жанром, що користувався попитом у платоспроможної публіки був орієнталізм, різні сценки з побуту арабів та мусульман різних гілок.
Формування Фромантена як художника пройшло в задушливій атмосфері відновлення Бурбонів на престолі у Франції, розчарування в наслідках імперії Наполеона, в атмосфері придушення революції 1830 року. Особа без значного художнього темпераменту, Ежен Фромантен створював спокійні картинки з пейзажами, арабами, не надто напружуючи ні власну уяву, ні скромні художні здібності. Ні на яку серйозність в мистецтві не могла розраховувати його картина «Сцена з життя кентаврів». В цьому він був прихильником невибагливого салонного мистецтва, декоративного і нікчемного.
Ежен Фромантен так і не усвідомив скромності власного внеску у французьке мистецтво. Його номінували на членство у Французьку академію, але він не набрав достатньої кількості голосів. Останні картини Фромантена несли ознаки втоми і навіть виснаженості ідей.
Певний час він був викладачем у Школі красних мистецтв в Парижі.
1846 року він вперше на шість тижнів відвідав Алжир. Через три роки він відвідав Алжир вдруге. 1852 року Фромантен відвідав Алжир у складі археологічної експедиції.
Враження від подорожі до Алжиру та її народів, абсолютно не схожих на тогочасну Францію, відбились в низці картин та в листах про подорожі, вперше оприлюднених 1857 року. 1869 року він відвідав Арабський Єгипет.
Єдиний (недокументальний) роман письменника мав назву «Домінік», котрий вийшов із посвятою письменниці Жорж Санд.
Його звернення до літератури почалося зі створення статей. Згодом з них і склались його книги.
- «Художні подорожі»
- «Літо в Сахарі»
- «Рік в Сахелі»

1875 року він створив подорож до Бельгії, де вивчав твори майстрів фламандського бароко та Голландії (Пітер Пауль Рубенс, Рембрандт, художники так званої Золотої доби голландського живопису). Наслідком цього вивчення стане найбільш відома книга письменника «Старі майстри».
Художник помер несподівано 27 серпня 1876 року неподалік Ла-Рошелі.

## Вибрані картини

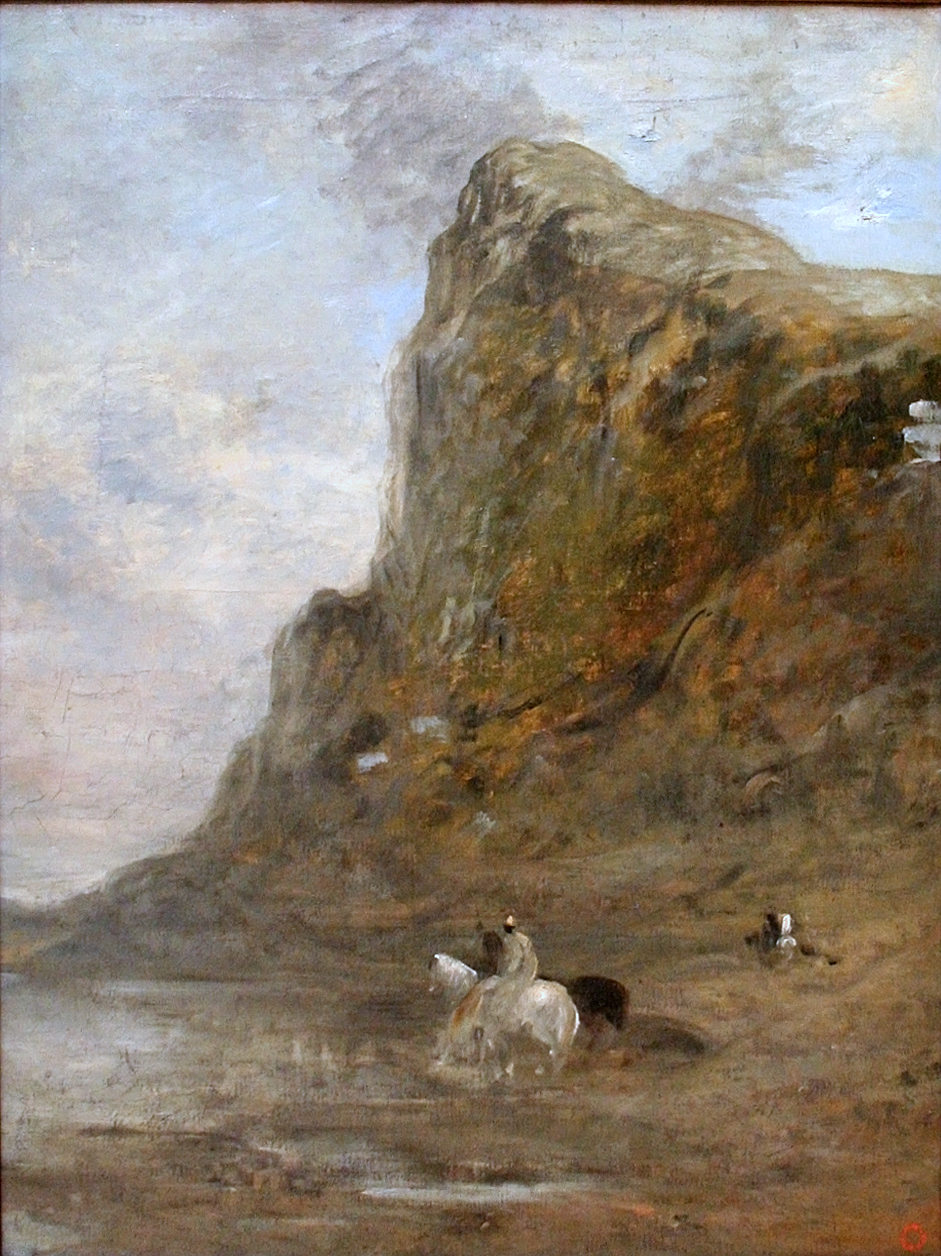
Ежен Фромантен. «Вершники в Марокко». Музей витончених мистецтв (Гент)

- «Сцена з життя кентаврів»
- «Жнива», 1851 р.Бруклінський музей
- «Алжирський (кабільський) пастух верхи», 1861 р. Музей мистецтв Філадельфії
- «Полювання на газелей», 1856 р.
- «Арабський караван», 1857 р.
- «Араби на полюванні»
- «Два араби на терасі»
- «Полювання з соколами в Алжирі»
- «Мавзолеї шейхів в Каїрі»
- «Арабський табір», 1863 р.
- «Бедуїни напувають власних коней»
- «Зупинка в пустелі», 1867 р.
- «Нічні грабіжники», 1867 р.
- « Араби», 1871 р.

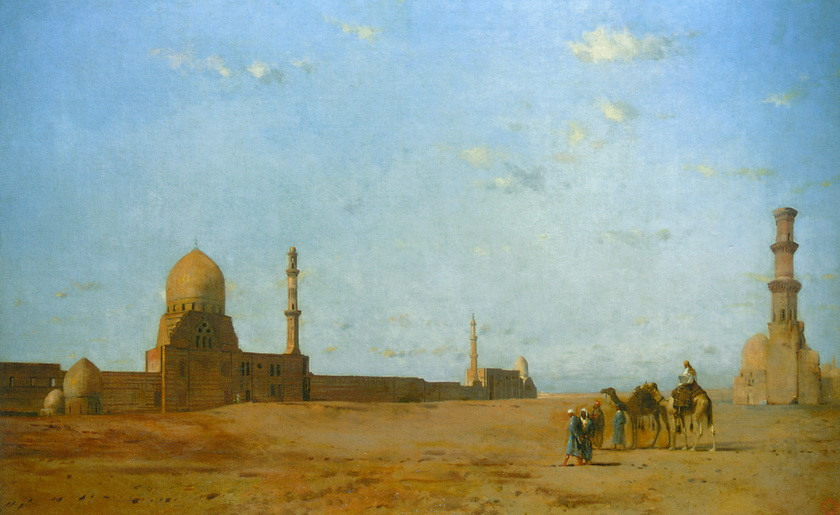
«Мавзолей каліфів в Каїрі»
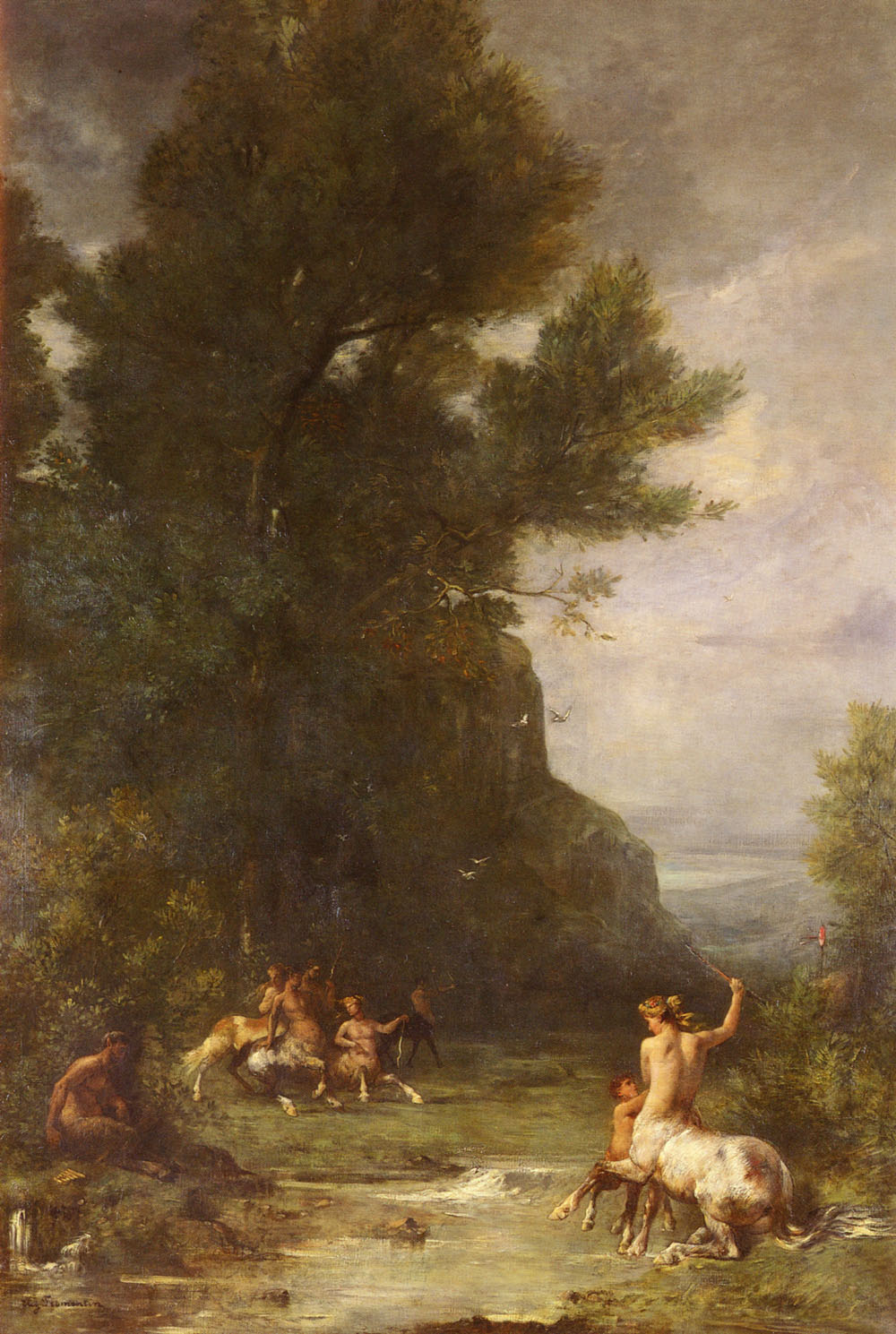
«Сцена з життя кентаврів»
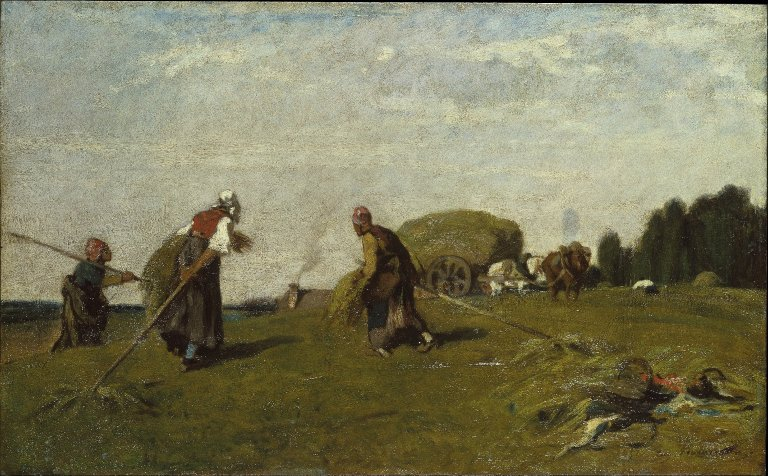
«Жнива», 1851 р.Бруклінський музей
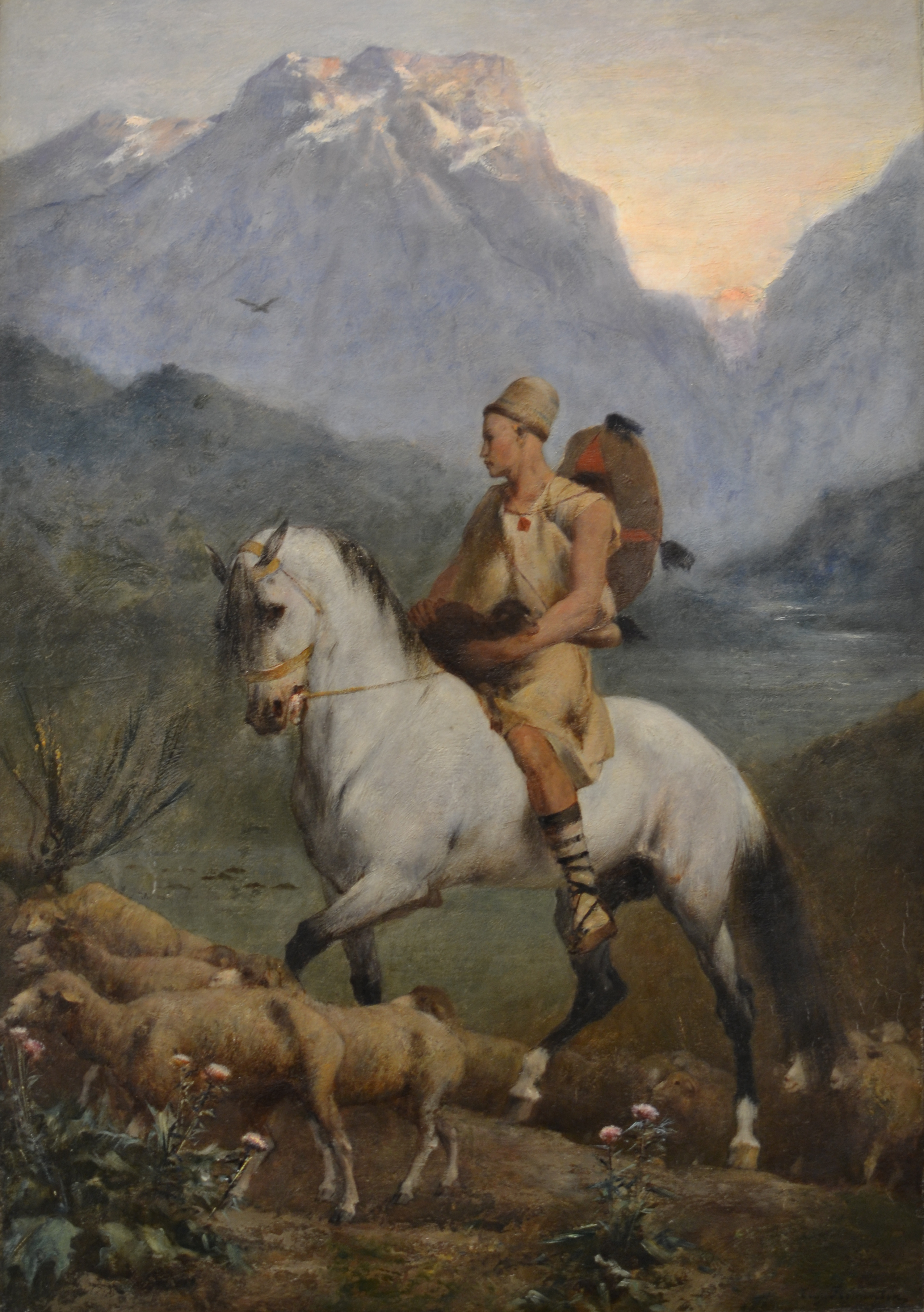
«Алжирський (кабільський) пастух верхи», 1861 р. Музей мистецтв Філадельфії
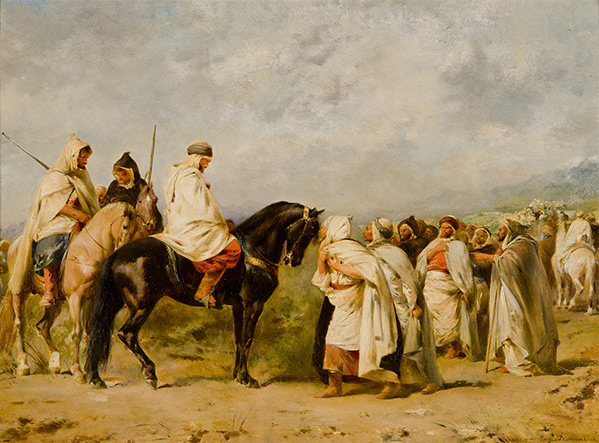
«Зупинка в пустелі», 1867 р.